# قصور الشمال (وادي النعام)
قصور الشمال هي إحدى مشيخات المملكة المغربية، تتبع جغرافيا لإقليم الرشيدية وإداريًا لوادي النعام. يقدر عدد سكانها بـ 1816 نسمة حسب الإحصاء الرسمي للسكان والسكنى لسنة 2004.